# Goresleeps
Goresleeps — российская метал-группа, образовалась в начале 1990-х годов в подмосковном городе Ивантеевка. Играли в жанре дэт-дум-метал. 
Бывший фронтмен группы Corpse, харизматичный Jeff и его родной брат Mike создали группу, непохожую ни на одну из тех, что появлялись на российской металлической сцене.

## История

### «Reflections»
Группа образовалась в январе 1993 г., в Москве после ухода барабанщика Mike из московской группы Corpse, к нему присоединились: Siggi — вокал, Swede — гитара/клавиши, Jeff — гитара. Каждый знал свой инструмент и имел опыт работы в группе. В апреле 93 г. группа записывает демо «Reflections» состоящее из 3 треков, длительностью 15 минут. Также демо выходит как сплит (совместное) с Corpse и Dirge. Музыка группы — это мелодичный death/doom metal.

### «Crystalline Crying»
В январе 94 г. на домашней «Dark Sound» студии Goresleeps записывают второе демо под названием «Crystalline Crying». В него вошли 4 песни продолжительностью 30 минут, 2 из которых «Reflections» и «Lake of Voices» были переписаны заново.
После записи второго демо к группе присоединяется клавишник и басист Andy. Благодаря его появлению Jeff и Swede сосредоточили своё внимание исключительно на гитарах. В это же время Goresleeps заключают контракт с московским лейблом «Final Holocaust Records», который активно продает два демо группы.
Параллельно Goresleeps готовят материал для своего первого полноформатного LP. Однако в мае 1994 года лейбл «Final Holocaust Records» прекращает своё существование. После этого группу покидает гитарист Swede.

### «…And the Voice From Legend Will Proclaim»
В конце декабря 1994 года группа впервые удаляется в профессиональную TEF-студию и за неделю записывает свой первый LP «…And the Voice From Legend Will Proclaim». Запись срежиссировал Жан Аликян.
После записи группа заключает пятилетний контракт с «Metal Agen Records». Альбом выходит в феврале 1995 года и включает 6 абсолютно новых треков, ранее нигде не издававшихся.

### «Far Away From Anywhere Else…»
В конце ноября 1996 года группа вместе со звукоинженером Сергеем Терентьевым удаляется на Ария-студию для записи своего второго полноформатного альбома «Far Away From Anywhere Else…».
Целый месяц записи и сведения в студии. В написании текстов Siggi помогают Hamri — знаток английской поэзии и Kelly — участник Ens Cogitans. Сводит альбом Сергей Терентьев, мастеринг делает Стас Карякин из SBA Studio. Альбом выходит в свет в 1997 году. Музыка стала очень современна, нельзя сказать, что это тот же самый doom, что и четыре года назад.

## Дискография

### Демо
- 1993 — Reflections (Final Holocaust)
- 1994 — Crystalline Crying (Final Holocaust)
- 1994 — Promo-tape (No Label)

### Альбомы
- 1995 — …And the Voice from Legend Will Proclaim (MetalAgen Records)
- 1997 — Far Away From Anywhere Else… (MetalAgen Records)

### Компиляции
- 1997 — V/A Immortal Dansing Hits (MetalAgen Records)
- 1997 — V/A Morbid Noizz (Morbid Noizz zine’1/97)
- 1997 — V/A Golden Ballads-2 (MetalAgen Records)